# 山本清悟
山本 清悟（やまもと しんご、1960年10月3日 - ）は、日本の高校教師。京都府出身。スクール☆ウォーズの大木大助のモデルになった人物の一人である。
奈良県立奈良商工高等学校ラグビー部の元監督で、現在は顧問を務める。

## 人物
京都市立弥栄中学校（現・京都市立東山開睛館）3年生時で178センチ、90キロの体格で、京都一のワルで知られ、弥栄の清悟とも呼ばれていた。バイクを乗り回し、タバコと酒等をしていた。日中も、たまり場で賭博やマージャン、花札に熱中した。毎日のようにパチンコ店に入り浸り、勝った分の資金で夜はその足をスナックに向けた。15歳にして、両隣に大人の女性を座らせた逸話がある。中学時代は野球部に所属し一塁を守っていたが、野球推薦で受験した京都の私学高校は不合格だった。当時の京都は学区制であったが、担任に公立の進学校である堀川高を受ける意思を伝えると、翌日に学年主任、生徒指導部長ら4人が自宅に来て、「性格検査したら、君は工業に向いている」と諭された。
中学卒業直前の1976年2月、届いた1通の出願書類に京都市立伏見工業高等学校の職員室は騒然とした。ツッパリ生徒の集まりだった伏見工業へ入学すると話を聞いただけで恐れられていた。入学後、ラグビー部監督だった山口良治は山本に「ラグビーはルールのあるケンカや。ボール持ったら何をしてもええ。蹴る、殴る以外は何したってええんや。お前やったら一番になれるんちゃうんか！」と言いラグビーをやらせた。最初は、タバコやアルコールに浸った体で、ボールを回しながら約100メートル走る「ランパス」では、隣に20～30メートルも離された。練習を無断で抜け出し喫茶店で遊ぶなどとあったが、山口の熱心な指導に山本は心に火がついた。
その後、山口と共に一緒懸命ラグビーに没頭した。そして、その年の春の京都府大会決勝での花園高校戦。必死に戦う小畑道弘らの姿をスタンドから見ていた山本は心を打たれ、チームも見事初優勝。その後、2年生になった山本は、高校日本代表に選ばれるほどに成長して、チームを引っ張り、伏見工業の名が全国に轟かせるまでになる。
卒業後は、山口の影響で教師になる事を決め、自分の様なツッパリだった生徒をどうにかしたいという思いで日本体育大学に進学。その後、奈良県立奈良朱雀高等学校の保健体育教諭・ラグビー部監督を務めた。
2020年度末に定年退職。嘱託再任用で学校に残り、監督から顧問に肩書が代わった。
伏見工業の1学年後輩に大八木淳史、2学年後輩に平尾誠二がいる。